# Александер Бюттнер
Александер Бюттнер (нід. Alexander Büttner, нар. 11 лютого 1989, Дутінхем) — нідерландський футболіст, захисник клубу «Нью-Інгленд Революшн».
Виступав також за клуби «Вітесс», «Манчестер Юнайтед» та «Динамо» (Москва), а також молодіжну збірну Нідерландів.

## Клубна кар'єра

### Ранні роки
Народився 11 лютого 1989 року в місті Дутінхем. Розпочав займатись футболом в рідному місті в однойменній команді, з якої 2000 року потрапив в академію «Аякса». 2005 року перейшов в молодіжну команду «Вітесса».

### «Вітесс»
Александер Бюттнер вперше з'явився на полі у складі першої команди «Вітесса» 15 березня 2008 року в гостьовому матчі проти «Твенте». Вийшовши на заміну на 6-й хвилині, Бюттнер був вилучений з поля за 2 жовті картки. Незважаючи на невдалий дебют, починаючи з наступного сезону 2008/09 Бюттнер став одним з основних футболістів команди.
У травні 2011 року продовжив контракт з «Вітессом» ще на два роки. В липні 2012 року «Вітесс» домовився з англійським «Саутгемптоном» про перехід півзахисника в стан «святих». 9 липня було оголошено, що перехід може не відбутися, оскільки неназвана «третя сторона», якій також належить частина прав на футболіста, зажадала певні відсотки за перехід. Пізніше агент Бюттнера заявив, що його клієнт має намір звернутися в арбітраж. 19 серпня нідерландські ЗМІ оголосили про можливий перехід Бюттнера в англійський «Манчестер Юнайтед».

### «Манчестер Юнайтед»

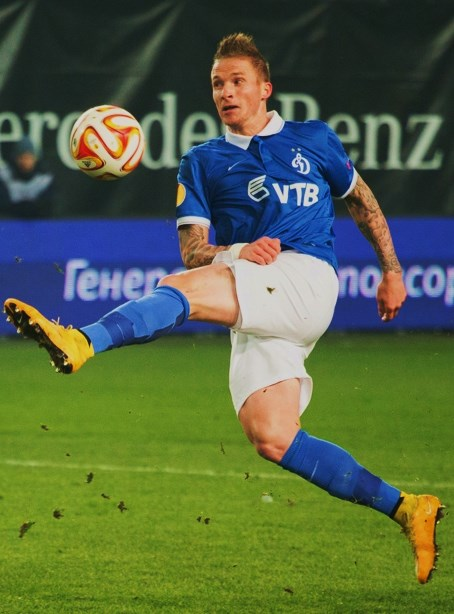
Александер Бюттнер під час виступів за московське «Динамо». 9 листопада 2014 року.

21 серпня Бюттнер перейшов в «Манчестер Юнайтед», підписавши з клубом п'ятирічний контракт. Його офіційний дебют за клуб відбувся 15 вересня 2012 року, коли він вийшов у стартовому складі в матчі четвертого туру Прем'єр-ліги проти «Вігана» (4:0). Ц цьому ж матчі Бюттнер відзначився забитим м'ячем і гольовою передачею. Проте закріпитись у складі «червоних дияволів» Александер не зумів, зіграши за два роки лише 13 матчів в Прем'єр-лізі. Незважаючи на те Бюттнер став 2013 року з командою чемпіоном та володарем суперкубка Англії.

### «Динамо»
28 червня було офіційно підтверджено, що Бюттнер перейшов у московське «Динамо». Сума трансферу склала 4,4 млн фунтів, але може вирости до 5,6 млн фунтів в залежності від результатів виступів гравця. Дебютував у складі «Динамо» 31 липня в матчі Ліги Європи УЄФА проти «Хапоеля» з Кір'ят-Шмони, що закінчився з рахунком 1:1. 21 серпня він забив свій перший гол за «Динамо», зрівнявши рахунок у матчі Ліги Європи УЄФА з кіпрською «Омонією». Наразі встиг відіграти за московських динамівців 20 матчів в національному чемпіонаті.
1 лютого 2016 року домовився про перехід до бельгійського «Андерлехта» на умовах оренди до кінця сезону.

## Виступи за збірні
2008 року взяв участь у одному матчі у складі юнацької збірної Нідерландів.
Протягом 2008–2009 років залучався до складу молодіжної збірної Нідерландів. На молодіжному рівні зіграв у 9 офіційних матчах.
7 травня 2012 року тренер Берт ван Марвейк включив Бюттнера в розширений список кандидатів на поїздку на чемпіонат Європи 2012 року у складі національної збірної Нідерландів, проте в остаточну заявку гравець не потрапив.

## Статистика виступів

### Статистика клубних виступів
Станом на 12 лютого 2016 року
| Сезон                         | Команда                       | Чемпіонат                     | Чемпіонат | Чемпіонат | Національний кубок | Національний кубок | Національний кубок | Континентальні кубки | Континентальні кубки | Континентальні кубки | Інші змагання | Інші змагання | Інші змагання | Усього | Усього |
| Сезон                         | Команда                       | Ліга                          | Ігор      | Голів     | Ліга               | Ігор               | Голів              | Ліга                 | Ігор                 | Голів                | Ліга          | Ігор          | Голів         | Ігор   | Голів  |
| ----------------------------- | ----------------------------- | ----------------------------- | --------- | --------- | ------------------ | ------------------ | ------------------ | -------------------- | -------------------- | -------------------- | ------------- | ------------- | ------------- | ------ | ------ |
| 2007-08                       | «Вітесс»                      | Е                             | 1         | 0         | КН                 | 0                  | 0                  | —                    | —                    | —                    | —             | —             | —             | 1      | 0      |
| 2008-09                       | «Вітесс»                      | Е                             | 23        | 3         | КН                 | 2                  | 0                  | —                    | —                    | —                    | —             | —             | —             | 25     | 3      |
| 2009-10                       | «Вітесс»                      | Е                             | 27        | 2         | КН                 | 2                  | 0                  | —                    | —                    | —                    | —             | —             | —             | 29     | 2      |
| 2010-11                       | «Вітесс»                      | Е                             | 24        | 0         | КН                 | 1                  | 0                  | —                    | —                    | —                    | —             | —             | —             | 25     | 0      |
| 2011-12                       | «Вітесс»                      | Е                             | 35        | 5         | КН                 | 4                  | 0                  | —                    | —                    | —                    | —             | —             | —             | 39     | 5      |
| Усього за                     | Усього за                     | Усього за                     | 110       | 10        |                    | 9                  | 0                  |                      | —                    | —                    |               | —             | —             | 119    | 10     |
| 2012-13                       | «Манчестер Юнайтед»           | ПЛ                            | 5         | 2         | КА+КЛ              | 3+2                | 0                  | ЛЧ                   | 3                    | 0                    | —             | —             | —             | 13     | 2      |
| 2013-14                       | «Манчестер Юнайтед»           | ПЛ                            | 8         | 0         | КА+КЛ              | 1+3                | 0                  | ЛЧ                   | 3                    | 0                    | СА            | 0             | 0             | 15     | 0      |
| Усього за «Манчестер Юнайтед» | Усього за «Манчестер Юнайтед» | Усього за «Манчестер Юнайтед» | 13        | 2         |                    | 9                  | 0                  |                      | 6                    | 0                    |               | 0             | 0             | 28     | 2      |
| 2014-15                       | «Динамо» (Москва)             | ПЛ                            | 19        | 0         | КР                 | 0                  | 0                  | ЛЄ                   | 12                   | 1                    | —             | —             | —             | 31     | 1      |
| 2015-лют. 2016                | «Динамо» (Москва)             | ПЛ                            | 1         | 0         | КР                 | 0                  | 0                  | -                    | -                    | -                    | -             | -             | -             | 1      | 0      |
| лют. 2016-                    | «Андерлехт»                   | ЖПЛ                           | 1         | 0         | КБ                 | 0                  | 0                  | ЛЄ                   | 0                    | 0                    | -             | -             | -             | 1      | 0      |
| Усього за кар'єру             | Усього за кар'єру             | Усього за кар'єру             | 144       | 12        |                    | 18                 | 0                  |                      | 18                   | 1                    |               | 0             | 0             | 180    | 13     |

## Титули і досягнення
- Чемпіон Англії (1):

«Манчестер Юнайтед»: 2012-13
- Володар Суперкубка Англії (1):

«Манчестер Юнайтед»: 2013
- Володар Кубка Нідерландів (1):

«Вітессе»: 2016-17